# Moltzow
Moltzow ist eine Gemeinde im Nordwesten des Landkreises Mecklenburgische Seenplatte in Mecklenburg-Vorpommern (Deutschland). Sie wird vom Amt Seenlandschaft Waren mit Sitz in der Stadt Waren (Müritz) verwaltet. Bis zum 31. Dezember 2004 befand sich in Moltzow der Verwaltungssitz des Amtes Moltzow.

## Geografie
Die Gemeinde Moltzow in der Mecklenburgischen Seenplatte liegt zwischen dem nahen Malchiner See und der Müritz und ist Teil des Naturparkes Mecklenburgische Schweiz und Kummerower See. Das wald- und hügelreiche Gebiet erreicht im Südosten eine Höhe von 127 m ü. NN.
Umgeben wird Moltzow von den Nachbargemeinden Dahmen und Basedow im Norden, Gielow im Nordosten, Faulenrost im Osten, Peenehagen im Südosten, Grabowhöfe im Süden sowie Klocksin im Westen.
Zu Moltzow gehören die Ortsteile Marxhagen, Rambow und Schwinkendorf (mit Langwitz, Lupendorf, Tressow und Ulrichshusen).

## Geschichte
Die ursprünglich slawischen Siedlungen Moltzow und Rambow  gehörten bereits im Mittelalter zum Besitz der Familie von Maltzan (Maltzan, Moltzow). Die untergegangene Siedlung Ilkensee entstand nach dem Dreißigjährigen Krieg. Das Gut Moltzow gehörte von 1372 bis 1945 der Familie. Moltzow war zusammen mit Rothenmoor, Dahmen, Sagel, Federow, Großenluckow, Klein Luckow, Rambow, Ilkensee, Peckatel, Brustorf, Jennyhof und Peutsch zunächst Teil eines großen Güterkomplexes des Landrats Friedrich von Maltzahn (1783–1864). Er vollzog für seine Kinder eine Güteraufteilung. Sein fünfter Sohn Wilhelm von Maltzan sen. (1827–1862) ließ 1852 das Moltzower Gutshaus mit angeschlossenem Landschaftspark errichten, als er auf die Hochzeit mit der noch 15-jährigen Adelheid von Oertzen-Lübbersdorf (1835–1909) zu warten hatte. Moltzow mit Rambow, Ilkensee und Grubenhagen ging dann an den ältesten Sohn Wilhelm von Maltzan jun., Landrat und Erblandmarschall zu Wenden. Moltzow weist als Lehn Ende der 1920er Jahre eine Größe von 1316 ha aus. Davon waren 168 ha Waldbesitz. Gutsbesitzer war dann Friedrich-Helmuth Cuno von Maltzahn (1901–1964). Das Herrenhaus wurde durch Bernd von Maltzan-Grubenhagen (1944–2012), einem Nachkommen des Erbauers, erworben.  Es wird schrittweise restauriert.
Mit Wirkung zum 1. Januar 2013 wurde die bislang eigenständige Gemeinde Schwinkendorf nach Moltzow eingemeindet.

## Politik

### Gemeindevertretung und Bürgermeister
Der Gemeinderat besteht (inkl. Bürgermeister) aus acht Mitgliedern. Die Wahl zum Gemeinderat am 26. Mai 2019 hatte folgende Ergebnisse:
| Partei/Bewerber                            | Prozent | Sitze |
| ------------------------------------------ | ------- | ----- |
| Wählergemeinschaft Schwinkendorf – Moltzow | 88,18   | 7     |
| Die Linke                                  | 6,42    | 1     |

Bürgermeister der Gemeinde ist Wilfried Kühl, er wurde mit 82,85 % der Stimmen gewählt.

### Dienstsiegel
Die Gemeinde verfügt über kein amtlich genehmigtes Hoheitszeichen, weder Wappen noch Flagge. Als Dienstsiegel wird das kleine Landessiegel mit dem Wappenbild des Landesteils Mecklenburg geführt. Es zeigt einen hersehenden Stierkopf mit abgerissenem Halsfell und Krone und der Umschrift „GEMEINDE MOLTZOW • LANDKREIS MECKLENBURGISCHE SEENPLATTE“.

## Sehenswürdigkeiten
- Das Moltzower Gutshaus wurde 1852 unter dem Schweriner Baurat Theodor Krüger für die Freiherren von Maltzahn im Tudorstil als zweigeschossiger Backsteinbau über einem Feldsteinsockel errichtet. Es war einst von einem Landschaftspark umgeben. Es ist heute wieder im Besitz der Familie von Maltzahn.
- Das Gutshaus Marxhagen wurde 1853 ebenfalls unter Theodor Krüger erbaut, ist in der Anlage dem Moltzower Gutshaus sehr ähnlich und gilt als dessen Schwestergebäude.
- Schloss Ulrichshusen, Schlosshotel im Besitz der von Maltzahn
- Die Dorfkirche im Ortsteil Rambow geht auf das 15. Jahrhundert zurück und wurde 1621 bis 1625 wesentlich erweitert. Die Kirche enthält u. a. das Grab des schwedischen Generals Carl Dietrichson Ruth (1592–1656). Das benachbarte Rambower Pfarrhaus wurde vor 1798 großzügig erbaut und ist das einzige Wohnhaus am Ort, welches aus der Zeit vor der Gutsgründung im 19. Jahrhundert noch erhalten blieb.
- Dorfkirche im Ortsteil Schwinkendorf
- Die Wüste Kirche zu Domherrenhagen ist die Ruine einer im frühen 13. Jahrhundert erbauten Kirche und der letzte bauliche Überrest eines einstigen Dorfes zwischen Moltzow und Schwinkendorf-Ulrichshusen, das schon seit 1458 wüst liegt. Die Ruine wurde 2004 gesichert und wird gelegentlich zu Konzerten und Gottesdiensten genutzt.
- Der Haustierhof an den Rambower Teichen wurde 1993 als Streichelzoo eröffnet und beherbergt auf etwa 2 ha Fläche etwa 200 Tiere in 35 Arten, dabei vorrangig vom Aussterben bedrohte Haustierrassen und einige Wildtiere.[10]

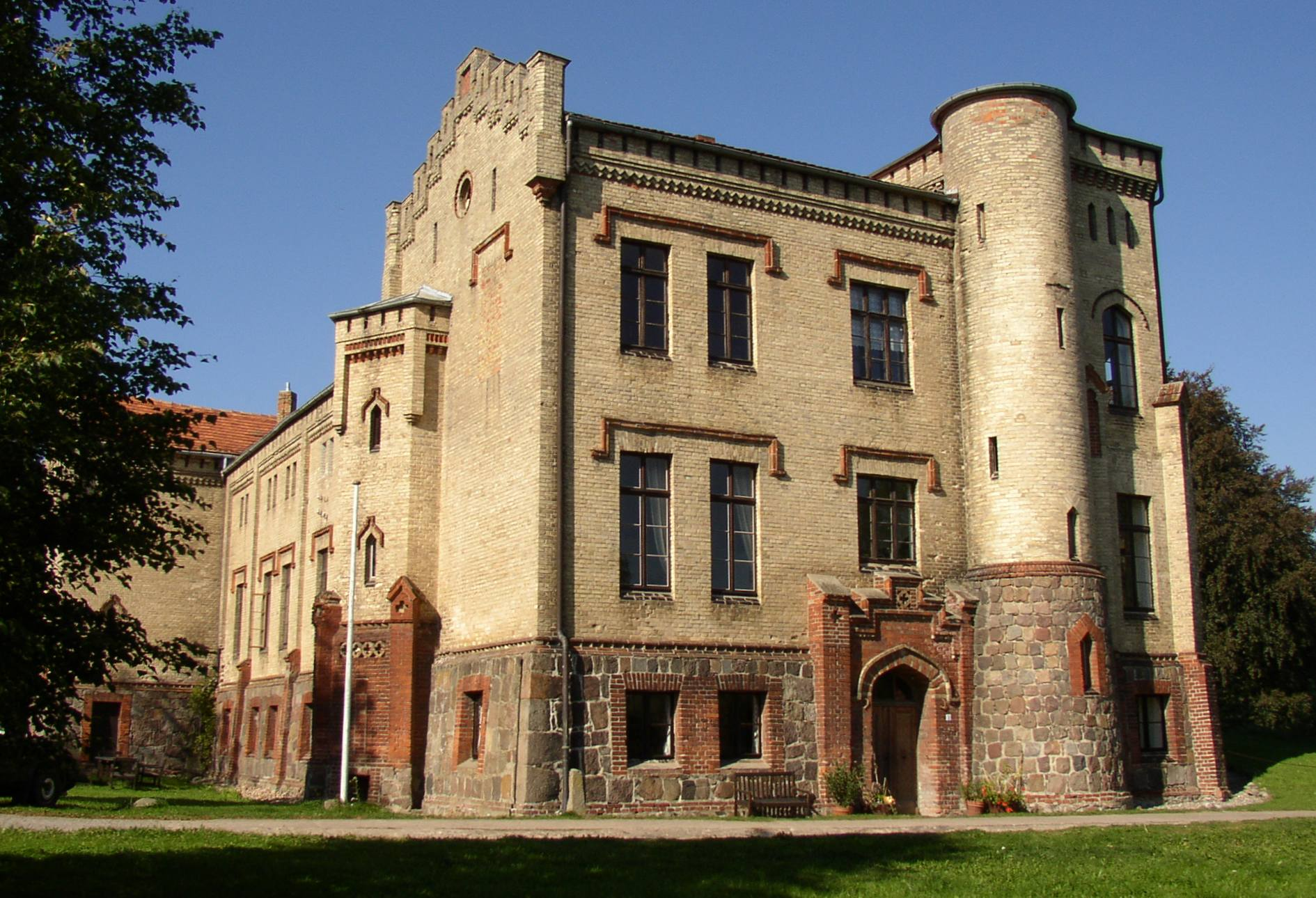
Gutshaus Moltzow
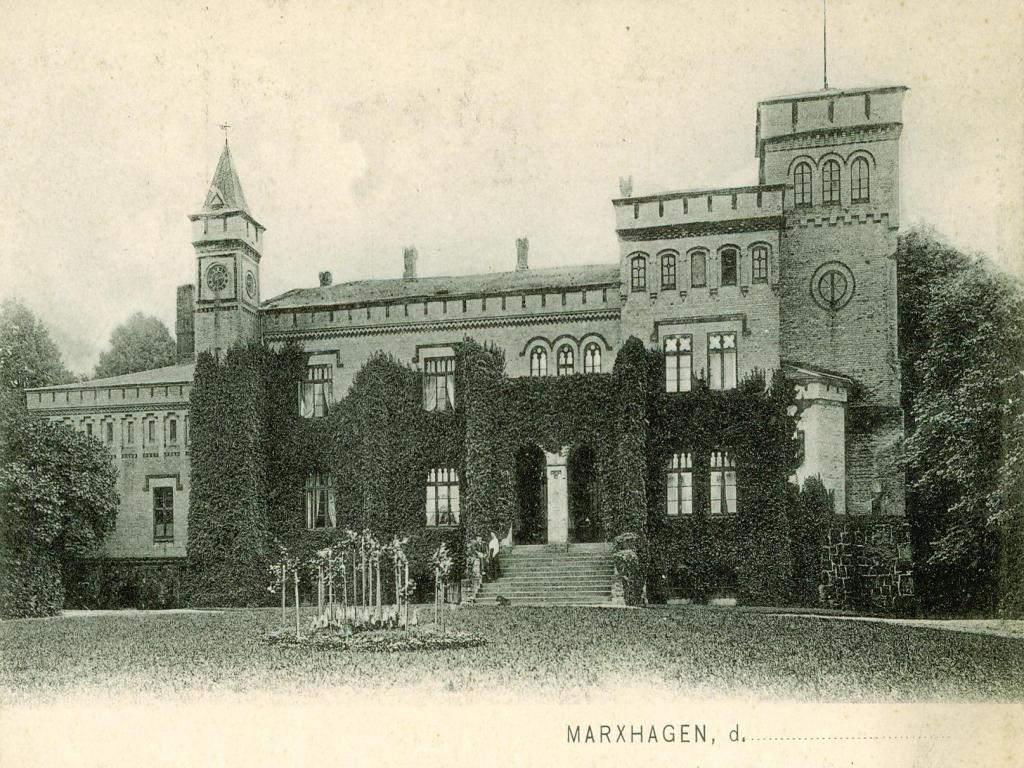
Gutshaus Marxhagen
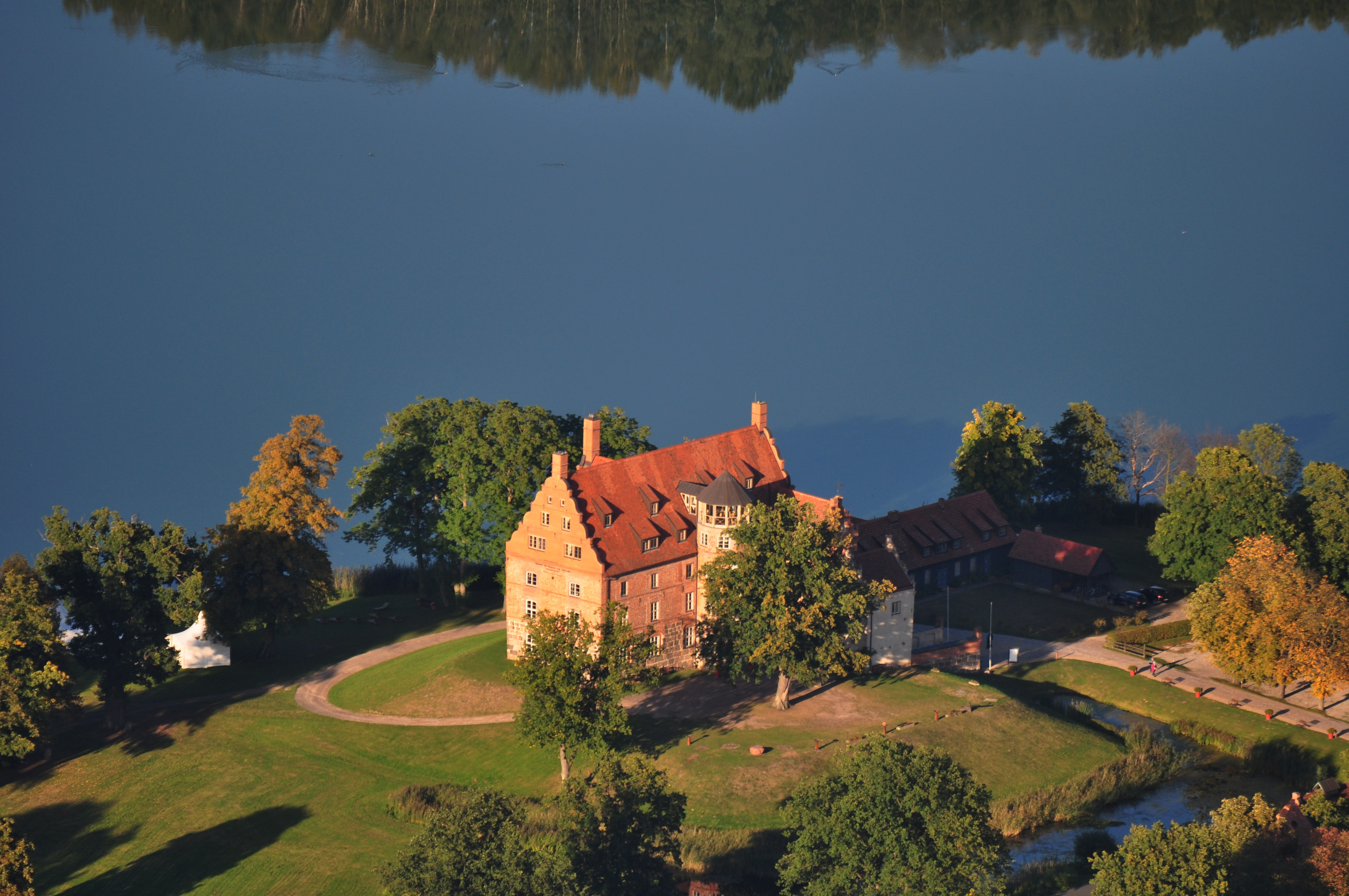
Schloss Ulrichshusen
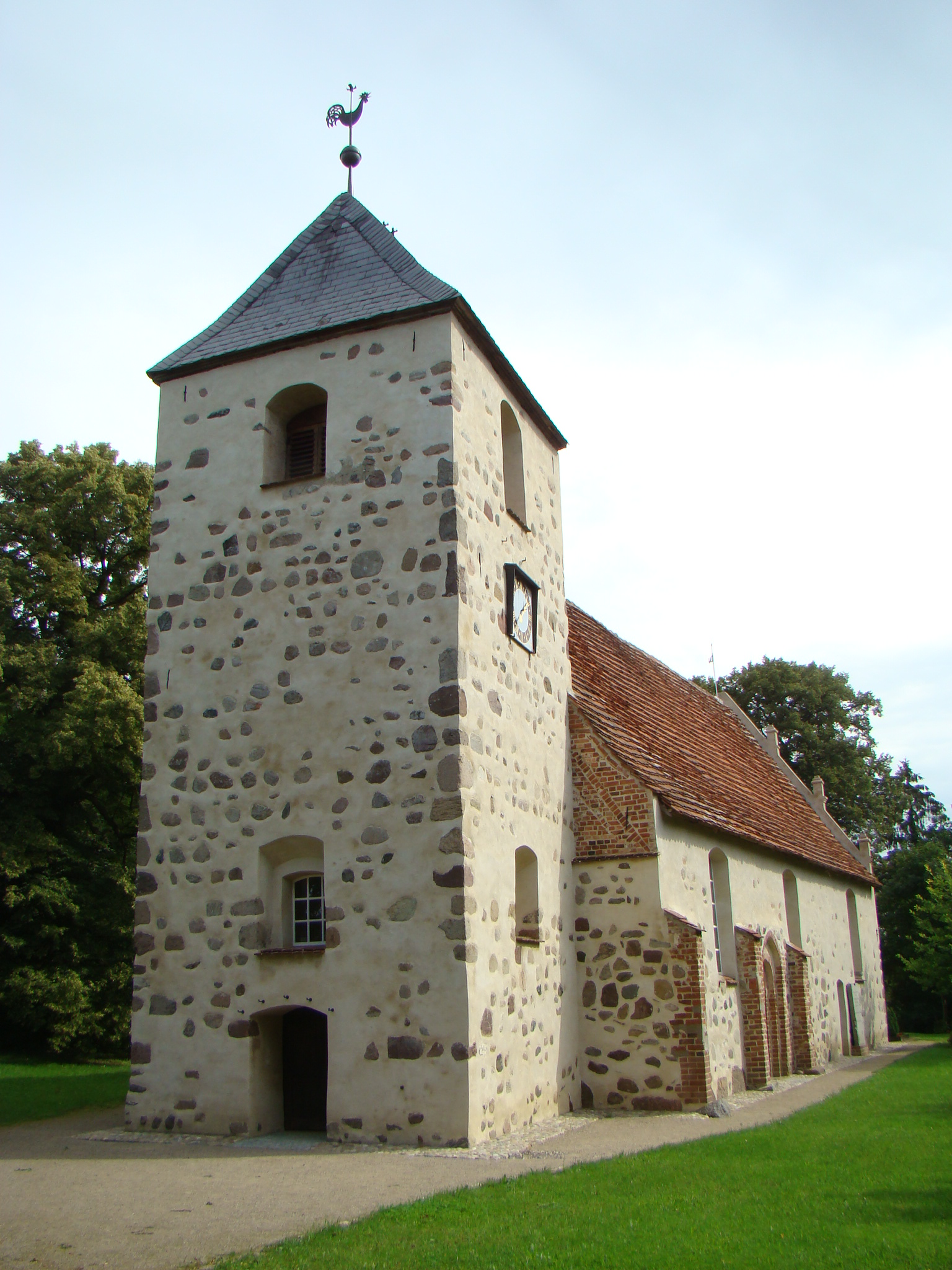
Dorfkirche Rambow (Moltzow)
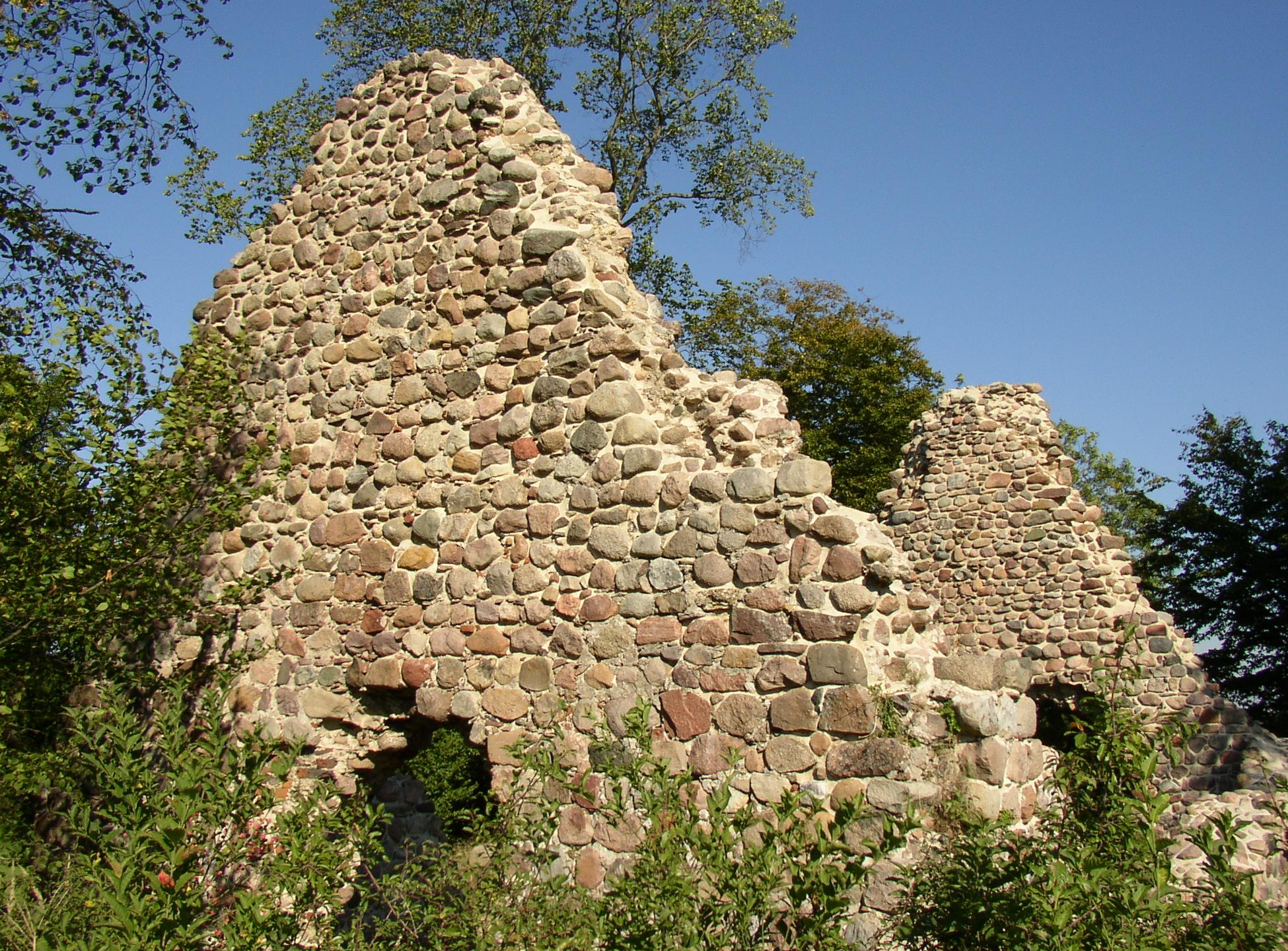
Wüste Kirche Domherrenhagen

## Infrastruktur
Moltzow liegt an der Bundesstraße 108 von Teterow nach Waren (Müritz), eine Landstraße zweigt in Moltzow in Richtung Nordosten nach Malchin ab. In der ca. 14 Kilometer entfernten Stadt Waren (Müritz) befindet sich der nächste Bahnhof (Anschlüsse nach Berlin, Rostock, Malchow und saisonal nach Plau am See).

## Persönlichkeiten
- Wilhelm von Maltzan, Freiherr zu Wartenberg und Penzlin (1854–1933), Landrat und Reichstagsabgeordneter
- Siegfried Besser (* 1941), Maler und Graphiker, wohnt und arbeitet im Ortsteil Marxhagen